# Evaldas Džiaugys
Pour les articles homonymes, voir Džiaugys.
Evaldas Džiaugys est un joueur lituanien de basket-ball à trois né le 26 septembre 1996 à Raseiniai. Il a remporté avec l'équipe de Lituanie la médaille de bronze du tournoi masculin aux Jeux olympiques d'été de 2024, organisés à Paris.